# Bakenranef (vizir)
Pour le pharaon, voir Bakenranef.
Bakenranef est un ancien vizir égyptien du Nord (Basse-Égypte) sous le règne de Psammétique Ier de la XXVIe dynastie. Comme Khâemouaset plusieurs siècles auparavant, il portait le titre de Iounmoutef, « Nettoyeur de la Grande Maison ». Son père était un maire appelé Padineith, tandis que sa mère était une certaine Tageb.

## Tombe
Bakenranef est principalement connu pour sa grande tombe rupestre à Saqqarah dont les reliefs représentent des scènes du Livre des morts et de l'Amdouat. La tombe a ensuite été réutilisée pour d'autres sépultures au cours de la XXXe dynastie. Le décor de la tombe était encore largement intact lorsque l'expédition Lepsius l'a découverte et copiée, au milieu du XIXe siècle. Depuis lors, la tombe a été vandalisée : la plupart des reliefs ont été arrachés des murs et vendus à divers musées et collectionneurs privés. Pendant une vingtaine d'années, une expédition italienne y a travaillé et le sarcophage en calcaire de Bakenranef se trouve aujourd'hui au Musée archéologique national de Florence.